# Ревиво, Рой
Рой Ревиво (ивр. רוי רביבו‎; 22 мая 2003, Тель-Авив) — израильский футболист, защитник тель-авивского «Маккаби» и сборной Израиля.

## Биография
Родился в Тель-Авиве в семье бывшего игрока сборной Израиля Хаима Ревиво и ювелирного дизайнера Сагит Ревиво. Футболистами также были его дяди Давид, Шай и Эли и двоюродный брат отца Амир Лави.

### Клубная карьера
Воспитанник клуба «Маккаби» Тель-Авив. На профессиональном уровне дебютировал 22 августа 2021 года в матче Кубка Тото против иерусалимского «Хапоэля». В январе 2023 года был отдан в аренду в «Хапоэль» Иерусалим, в котором дебютировал в чемпионате Израиля, сыграв 16 матчей.

### Карьера в сборной
В 2022 году в составе сборной Израиля до 19 лет был участником юношеского чемпионата Европы, на котором Израиль впервые выиграл серебряные медали, уступив в финале сборной Англии. В 2023 году выступал на молодёжном чемпионате мира в Аргентине.

## Достижения
Сборная Израиля
- Финалист чемпионата Европы (до 19 лет): 2022